# Camarosporium laburni
Camarosporium laburni är en svampart som beskrevs av Sacc. & Roum. 1882. Camarosporium laburni ingår i släktet Camarosporium, ordningen Botryosphaeriales, klassen Dothideomycetes, divisionen sporsäcksvampar och riket svampar.   Inga underarter finns listade i Catalogue of Life.